# Дедов, Алексей Георгиевич
Алексей Георгиевич Дедов (род. 1952) — советский и российский химик, специалист в области химии и технологии неорганических материалов, академик РАН (2016).

## Биография
Родился 29 апреля 1952 года в Москве.
В 1974 году — окончил химический факультет МГУ.
В 1978 — защитил кандидатскую, а в 1987 году — докторскую диссертацию, в 1991 году — присвоено учёное звание профессора.
В 2008 году — избран членом-корреспондентом, а в 2016 году — академиком РАН.
Заведующий кафедрой Общей и неорганической химии РГУ нефти и газа имени И. М. Губкина; директор Института нанотехнологий для нефтегазового комплекса при РГУ.

## Научная деятельность
Специалист в области химии и технологии неорганических материалов.
Ведет исследования в области создания каталитических материалов для переработки нефтегазового сырья, химической технологии, диагностики материалов и объектов окружающей среды.
Читает лекции для студентов первого курса факультета ХТиЭ по курсам «Общая химия» и «Неорганическая химия».
Под его руководством защищены 2 докторские и более 20 кандидатских диссертаций.
Автор более 400 научных трудов, в том числе 9 учебных пособий и монографий, 30 патентов и ноу-хау.

### Участие в научных организациях[2][3]
- член Научных советов РАН: по Катализу, по Научным основах химической технологии, по Химии ископаемого и возобновляемого углеродсодержащего сырья;
- член редколлегий журналов «Химическая технология», «Заводская лаборатория», заместитель главного редактора журнала «Катализ в промышленности»
- член Ученого Совета РГУ нефти и газа им. И. М. Губкина
- заместитель председателя экспертного совета ВАК по неорганической химии
- входит в состав НТС Минпромторга РФ по биотехнологии, член Технического комитета «Аналитический контроль» Федерального агентства по техническому регулированию и метрологии

### Список основных публикаций
- Материалы и технологии для переработки газового сырья: проблемы, перспективы, решения. Вестник Российской академии наук. // 2016. Т 86. № 5. С. 10-19.
- Clathrochelates meet phosphorus. New thio- and phosphorylation reactions of an iron(II) dichloroclathrochelate precursor and preparation of its first phosphorus(III)-containing macrobicyclic derivative. // Dalton Trans. 2016. V 45. P. 5328-5333.
- Partial oxidation of methane to produce syngas over a neodymium-calcium cobaltate-based catalyst. // Applied Catalysis A: General. 2015. V. 489. P. 140—146.
- Effect of Pressure on the Phase Composition of Li(Na)/W/Mn/SiO2 Composites and Their Catalytic Activity for Oxidative Coupling of Methane. // Inorganic Materials. 2014. V. 50. No. 9. P. 912—916.
- Влияние давления на формирование активных компонентов катализатора окислительной конденсации метана, ДАН, 2014, том 455, № 6, с. 661;
- Computation of the Solid Catalyzed Gas Phase Reactions with a Simultaneous Choice of the Scheme of the Reactions for Different Composition of the Initial Reaction Mixture, Chemical Engineering Transaction, 2014,VOL.3;
- Cryogel synthesis and solid state reactivity of NdCaCoO4, Materials Research Bulletin 2013, 48, с. 245;
- Эффективные сорбирующие полимерные материалы для сбора нефти и нефтепродуктов, Химическая технология 2013, № 10, с. 606;
- Особенности фазовых превращений в композитах Li/W/Mn/SiO2 при воздействии метан-кислородной и водород-воздушной смесей, Журнал неорганической химии, 2013, том 58, № 8, с.1;
- Влияние наличия и структуры носителя-диоксида циркония на свойства никелевых катализаторов окислительной конверсии метана, Перспективные материалы, 2013, с.65;
- Определение токсичности нефтесорбентов на основе нетканых полимерных материалов биолюминесцентным методом; Химическая технология, 2013, № 11, с. 672;
- Compositional boundaries of Nd2 − xCaxCoO4 ± δ at 900—1200 °C // Materials Letters. 2012. V. 75. P. 20-22. Materials Letters. 2012. V. 75. P. 20;
- Тест-средства для определения соединений железа, марганца и N-метиланилина в товарных бензинах. «Заводская лаборатория. Диагностика материалов» 2012, № 2, т. 78, с. 75;
- Mesoporous amorphous silicate catalysts for biogas reforming. Catalysis Today,V 189, 2012, стр. 129;
- Oxidative coupling of methane: influence of the phase composition of silica-based catalysts. Appl. Сatal. A: General 2011, 406, с.1;
- Новые селективные катализаторы окислительной конверсии метана в синтез-газ. ДАН, 2011 г., т. 441, № 5, с. 635;
- Ni and Rh containing mesoporous amorphous silicate catalysts for dry reforming of methane. Materials Science and Engineering 2011, 19, 012008 doi:10.1088/1757-899X/19/1/012008;

## Награды
- Премия Ленинского комсомола в области науки и техники (в составе группы, за 1984) — за разработку новых высокоэффективных каталитических систем для процессов полимеризации, гидрирования и окисления
- Медаль «В память 850-летия Москвы» (1997)[1]
- Почётный работник высшего профессионального образования (2000)[4]
- Почётный нефтехимик (2002)[4]
- Почётный работник газовой промышленности (2002)[4]
- Заслуженный химик Российской Федерации (8 августа 2023) — за заслуги в научно-педагогической деятельности, подготовке квалифицированных специалистов и многолетнюю добросовестную работу